# Торре-де-Пеньяф'єль
Торре-де-Пеньяф'єль (ісп. Torre de Peñafiel) — муніципалітет в Іспанії, у складі автономної спільноти Кастилія-і-Леон, у провінції Вальядолід. Населення — 47 осіб (2010).
Муніципалітет розташований на відстані близько 130 км на північ від Мадрида, 55 км на схід від Вальядоліда.
На території муніципалітету розташовані такі населені пункти: (дані про населення за 2010 рік)
- Мольпесерес: 6 осіб
- Торре-де-Пеньяф'єль: 41 особа

## Демографія
Динаміка населення (INE ):